# Теорема Хелли
Теорема Хелли — классический результат комбинаторной геометрии и выпуклого анализа.
Теорема даёт условие на семейство выпуклых множеств, гарантирующее то, что это семейство имеет непустое пересечение.

## Формулировки

### Конечные семейства
Предположим, что
{\displaystyle X_{1},X_{2},\dots ,X_{n}}
есть конечное семейство выпуклых подмножеств евклидова пространства {\displaystyle \mathbb {R} ^{d}}, такое что {\displaystyle n>d} и пересечение любых {\displaystyle d+1} из них непусто.
Тогда пересечение всех подмножеств из этого семейства непусто, то есть
{\displaystyle \bigcap _{j=1}^{n}X_{j}\neq \emptyset }.

### Бесконечные семейства
Для бесконечных семейств необходимо дополнительно потребовать компактность:
Пусть {\displaystyle \{X_{\alpha }\}} есть произвольное семейство выпуклых компактных подмножеств {\displaystyle \mathbb {R} ^{d}}, такое что пересечение любых {\displaystyle d+1} из них непусто.
Тогда пересечение всех подмножеств из этого семейства непусто.

## Следствия
- Теорема Юнга: Пусть {\displaystyle S} есть конечное множество точек в {\displaystyle d}-мерном евклидовом пространстве {\displaystyle \mathbb {R} ^{d}} такое, что любые {\displaystyle d+1} точек из {\displaystyle S} можно накрыть единичным шаром. Тогда и всё множество {\displaystyle S} можно накрыть единичным шаром.
- Радиус Юнга: Пусть {\displaystyle X} — множество точек в {\displaystyle d}-мерном евклидовом пространстве {\displaystyle \mathbb {R} ^{d}}, с диаметром {\displaystyle \mathrm {diam} \,X\leqslant 2}. Тогда существует {\displaystyle d}-мерный замкнутый шар {\displaystyle B^{d}(r)} радиуса {\displaystyle r={\sqrt {d/2(d+1)}}}, такой что {\displaystyle X\subset B^{d}(r)}. Если множество {\displaystyle X} не принадлежит никакому меньшему шару, то {\displaystyle X} содержит вершины {\displaystyle d}-симплекса с длиной каждого ребра {\displaystyle 2}.[2]
- Теорема Киршбрауна

## Вариации и обобщения
- Пусть {\displaystyle H} — гильбертово пространство (не обязательно сепарабельное) и {\displaystyle X_{\alpha }} — семейство замкнутых ограниченных выпуклых подмножеств {\displaystyle H}. Если пересечение произвольного конечного подсемейства {\displaystyle X_{\alpha }} не пусто то {\displaystyle \cap _{\alpha }X_{\alpha }} также непусто.

## История
Теорема была доказана Эдуардом Хелли в 1913, о чём он рассказал Радону, опубликовал он её только в 1923, уже после публикаций Радона и Кёнига.